# Xabea zonata
Xabea zonata är en insektsart som beskrevs av Lucien Chopard 1969. Xabea zonata ingår i släktet Xabea och familjen syrsor. Inga underarter finns listade i Catalogue of Life.